# Schirmvogtei
Schirmvogtei (auch Kastvogtei oder Kastenvogtei) ist ein Rechtsbegriff alemannischen Ursprungs, der vom Hochmittelalter bis in die frühe Neuzeit Geltung hatte. Bei Übernahme des Amtes des Schirmvogts hatten Feudalherren die Schutzaufsicht über ein Kloster oder ein Stift inne und bestimmte Aufgaben in der klösterlichen Wirtschaftsführung (Kasten = Speicher), dessen Gerichtsbarkeit und die rechtliche Vertretung nach außen und vor Gericht auszuüben. Als Gegenleistung fielen dem Schirmvogt Teile des Zehnten zu.